# Сіднєв Борис Арсенійович
Борис Арсенійович Сіднєв (11 (24) березня 1911, Симбірськ — 6 червня 1994 року, Одеса) — радянський військовий діяч, генерал-полковник авіації (1960). Герой Радянського Союзу (1945). Член ЦК КП Молдавії. Депутат Верховної Ради Молдавської РСР 4-го скликання (1955—1959), депутат Верховної Ради Української РСР 5-го скликання (1959—1963).

## Життєпис
Народився 11(24) березня 1911 року в місті Симбірську (тепер Ульяновськ). Закінчив 8 класів середньої школи і професійний технікум, після чого працював токарем на заводі в місті Пензі. У 1929 році закінчив Пензенську школу пілотів Цивільного повітряного флоту.

## Військова служба
У січні 1930 року був призваний до лав Червоної армії і направлений у 8-у військову авіаційну школу льотчиків у місті Одеса, по закінченні якої в січні 1932 року став льотчиком у 58-й авіаескадрильї Військово-повітряних сил Українського військового округу, дислокованої в Харкові. Член ВКП(б) з 1931 року. У грудні 1932 року був переведений пілотом в 36-у авіаескадрилью, дислоковану в місті Зінов'євську.
У серпні 1933 року став слухачем Військової авіашколи пілотів імені Сталіна, розташованої в Єйську. З листопада 1933 року служив в 18-й важкій авіаційній бригаді, що дислокувалася у Запоріжжі, на посадах молодшого льотчика 70-ї важкої авіаескадрильї, командира корабля 71-ї важкої бомбардувальної ескадрильї, а з червня 1936 року — на посаді інструктора-льотчика управління бригади.
У березні 1937 року був переведений в Бориспіль на посаду інспектора-льотчика з техніки пілотування авіаційної бригади. У травні 1937 року був призначений на посаду командира 15-ї окремої розвідувальної ескадрильї, в серпні 1938 року — на посаду інспектора з техніки пілотування у 69-му винищувальному авіаційному полку, в жовтні 1938 року — на посаду старшого інспектора з техніки пілотування, а потім — на посаду інспектора-льотчика з техніки пілотування Управління ВПС Київського військового округу.
У грудні 1939 року був направлений на навчання на Липецькі вищі авіаційні курси, по закінченні яких у червні 1940 року був призначений на посаду командира 38-го винищувального авіаційного полку 4-ї змішаної авіаційної дивізії Прибалтійського військового округу.
З початком німецько-радянської війни продовжував командувати 38-м винищувальним авіаційним полком на Північно-Західному фронті. У жовтні 1941 року був призначений на посаду командира 6-ї змішаної авіаційної дивізії Північно-Західного фронту, в грудні 1941 року — на посаду командира ВПС 28-ї армії цього ж фронту, а в липні 1942 року — на посаду командира 268-ї винищувальної авіаційної дивізії, незабаром перетвореної в 6-у гвардійську авіаційну дивізію. Дивізія брала участь у бойових діях на Сталінградському і Південному фронтах, відзначилася в ході Сталінградської битви.
З 29 грудня 1943 року був призначений на посаду командира 13-го винищувального авіаційного корпусу (16-ї повітряної армії, 1-й Білоруський фронт). Генерал-майор авіації Борис Арсенійович Сіднєв за час війни виконав 140 бойових вильотів, провів 31 повітряний бій, збив 4 літаки противника.
Указом Президії Верховної Ради СРСР від 29 травня 1945 року за вміле керівництво бойовими діями частин і з'єднань, а також особисту мужність і героїзм генерал-майору авіації Борису Арсенійович Сіднєву присвоєно звання Героя Радянського Союзу з врученням ордена Леніна і медалі «Золота Зірка» (№ 4918).
Після закінчення німецько-радянської війни продовжував командувати 13-м винищувальним авіаційним корпусом. З березня 1946 року був слухачем Вищої військової академії імені Ворошилова, по закінченні якої в лютому 1948 року був призначений на посаду заступника командувача ВПС Московського військового округу, а в грудні 1948 року — на посаду помічника командувача з стройової частини 14-ї повітряної армії (Прикарпатський військовий округ), у червні 1949 року — на посаду помічника командувача 24-ї повітряної армії (Група радянських військ у Німеччині).
З березня 1952 року — командувач 48-ї повітряної армії (Одеський військовий округ).
У квітні 1961 року генерал-полковник авіації Борис Арсенійович Сіднєв вийшов у відставку. Жив в Одесі.
Помер 6 червня 1994 року. Похований на Другому християнському (Міському) цвинтарі Одеси.

## Звання
- генерал-майор авіації (17.03.1943)
- генерал-лейтенант авіації (3.08.1953)
- генерал-полковник авіації (7.05.1960)

## Нагороди
- Герой Радянського Союзу (29.05.1945);
- Медаль «Золота Зірка» (29.05.1945);
- три ордени Леніна (28.11.1941; 29.05.1945, 1956);
- два ордени Червоного Прапора (5.11.1942; 1951);
- два ордени Суворова 2 ступеня (17.09.1943; 6.04.1945);
- орден Вітчизняної війни 1 ступеня (11.03.1985);
- орден Червоної Зірки (1945);
- медаль «За бойові заслуги» (3.11.1944);
- інші медалі
- іноземні нагороди.

## Пам'ять
В Одесі, у сквері на Адміральському проспекті, встановлена пам'ятна стела на честь льотчиків — Героїв Радянського Союзу, громадян Одеси, на якій увічнено ім'я Сіднєва.